# Vito Lavrič
Vito Lavrič, slovenski zdravnik, ginekolog in porodničar,  * 25. december 1906, Gorenja vas pri Logatcu, † 6. oktober 1997, Bled.
Lavrič je medicino študiral v Ljubljani, v Gradcu in v Zagrebu, kjer je leta 1931 tudi diplomiral, specializacijo pa je opravil 1938 v Ljubljani. Delal je v bolnišnici za ženske bolezni in porodništvo v Ljubljani (1931 - 46) in od 1934 predaval  porodništvo na šoli za babice, ki jo je vodil kar 32 let (med leti 1944 in 1976), obenem pa je bil od 1947 do 1976 predavatelj na Medicinski fakulteti v Ljubljani, od 1958 kot izredni in od 1968 kot redni profesor.
Lavrič se je uveljavil kot strokovnjak na področju raka rodil, njegove zgodnje diagnoze in tehnike operiranja. Proučeval je neplodnost in vprašanje delovne sposobnosti pri ginekoloških boleznih, zlasti po operacijah. Od 1972 je sodeloval v medicinski sekciji terminološke komisije SAZU in vodil komisijo za učbenike na MF v Ljubljani.